# .ug
.ug e интернет домейн от първо ниво за Уганда. Администрира се от Uganda Online. Представен е през 1995 година.

## Домейни от второ ниво
- .co.ug
- .ac.ug
- .sc.ug
- .go.ug
- .ne.ug
- .or.ug
- .org.ug